# Jack și războinicul de lavă
Jack și războinicul de lavă este al zecelea episod al serialului de desene animate Samurai Jack.

## Subiect
În timp ce Jack străbate niște pustietăți, aude o voce la început neclară, apoi din ce în ce mai învăluitoare, care îl cheamă. Se dovedește că	vine dintr-un munte înconjurat de întinderi de cenușă, presărate cu schelete de oameni și nave.
Jack intră în munte printr-o deschizătură și este obligat de numeroase capcane să se afunde din ce în ce mai în interior, în inima muntelui. Trece rând pe rând de:
- săgeți;
- porți în formă de fierăstraie ce se închid să-i taie calea;
- tavan plin cu țepi ce coboară;
- cristale ce țâșnesc din pereți;
- două căderi în gol;
- gaz ce iese din stâncă;
- scurgere de lavă;
- piloni ce scufundă în lavă.

În final, ajunge pe o platformă unde îi răsare în față un monstru de lavă care îl atacă. După o primă încleștare, Jack refuză să mai lupte fără motiv, iar monstrul se vede nevoit să-și spună povestea. Demult, cu un mileniu în urmă, fusese și el om și trăia fericit, până când deodată Răul s-a năpustit asupra așezării sale și a distrus totul. Iar pe el, ultimul care mai opunea rezistență, l-a închis într-un cristal incasabil și l-a înfundat în inima muntelui, refuzându-i astfel o moarte onorabilă și accesul în Valhala. După multă vreme, voința lui nestrămutată găsise o modalitate de a manipula materia și își alcătuise un trup de rocă. Apoi pregătise tot soiul de capcane pe drumul ce ducea din exterior către sălașul său, pentru a permite doar celor mai mari războinici să poată ajunge la el. Astfel, spera să ajungă odată la el un luptător suficient de puternic ca să-l poată învinge și să-l poată elibera astfel de blestem, căci numai căzând în luptă putea accede în Valhala.
Mișcat de soarta războinicului, Jack îl înfruntă în luptă. În cele din urmă, îl străpunge cu sabia. Trupul de rocă explodează, lăsând în urmă un trup omenesc de viking, bucuros că a fost eliberat, dar care numaidecât îmbătrânește și moare. Două valkirii călare coboară din înalturi și îl poartă cu ele spre Valhala.